# The Hidden Hand
The Hidden Hand é um seriado estadunidense de 1917, em 15 capítulos, no gênero ação, dirigido por James Vincent. Produzido pela Astra Film Corporation e distribuído pela Pathé Exchange, veiculou nos cinemas dos Estados Unidos de 28 de novembro de 1917 a 1 de março de 1918.
Este seriado é considerado perdido.

## Sinopse
A história começa com o assassinato de dois homens, um milionário chamado Whitney e seu visitante, Grão-duque de um país estrangeiro. Antes de morrer, Whitney acusa Jack Ramsey, um homem do serviço secreto, de ter infligido sua ferida mortal de alguma forma misteriosa. A história do Grão-duques, no entanto, a qual ele relata em seu momento de morte, revela uma série de eventos que remontam ao seu próprio país dezoito anos antes. Esses eventos estão relacionados com o nascimento da menina, conhecida como Doris Whitney, que acreditou-se ser a filha do Sr. Whitney.
No estranho personagem conhecido como "The Hidden Hand" (“Mão-Escondida”) há um vilão incomum na tipologia de Reeve (que escreveu o roteiro). Este personagem tem a mão direita coberta por uma garra, e é um exímio cirurgião plástico. Ele altera as feições de seu capanga para que ele se parece com Ramsey, o homem do serviço secreto, e assim pode lançar suspeitas sobre o último. Além de seu conhecimento de cirurgia plástica, "The Hidden Hand" também possui um conhecimento profundo de produtos químicos e gases mortais de vários tipos, que ele usa para a ofensiva e com propósitos defensivos.
Muitos personagens são introduzidos, incluindo a menina, Doris, em torno de cuja origem o mistério se centraliza. Doris Kenyon tem este papel, e Sheldon Lewis, que atuara anteriormente com um papel parecido em "The Iron Claw", é escalado como o Dr. Scarley.

## Elenco
- Doris Kenyon … Doris Whitney
- Sheldon Lewis …  Dr. Scarley
- Mahlon Hamilton … Jack Ramsey
- Arline Pretty … Vera Orane
- Henry Sedley

## Capítulos
1. The Gauntlet of Death
2. Counterfeit Faces
3. The Island of Dread
4. The False Locket
5. The Air-Lock
6. The Flower of Death
7. The Fire Trap
8. Slide for Life
9. Jets of Flame
10. Cogs of Death
11. Trapped by Treachery
12. Eyes in the Wall
13. Jaws of the Tiger
14. The Unmasking
15. The Girl of the Prophecy